# Bartłomiej Grzelak
Bartłomiej Grzelak (Płock, 9 gennaio 1981) è un ex calciatore polacco, di ruolo attaccante.

## Carriera

### Club
Nell'estate del 2005 ha firmato con il Widzew Łódź un contratto triennale.
Nel dicembre del 2006 si trasferisce al Legia Varsavia con un altro contratto triennale.
Nell'estate del 2010 è entrato a far parte del Sibir Novosibirsk.
Nell'inverno del 2011 si è trasferito nello Jagiellonia Białystok.

### Nazionale
Grzelak ha fatto il suo debutto in nazionale il 6 dicembre 2006, ad Abu Dhabi negli Emirati Arabi Uniti, segnando 2 gol.

## Statistiche

### Cronologia presenze e reti in nazionale
| Cronologia completa delle presenze e delle reti in nazionale ― Polonia | Cronologia completa delle presenze e delle reti in nazionale ― Polonia | Cronologia completa delle presenze e delle reti in nazionale ― Polonia | Cronologia completa delle presenze e delle reti in nazionale ― Polonia | Cronologia completa delle presenze e delle reti in nazionale ― Polonia | Cronologia completa delle presenze e delle reti in nazionale ― Polonia | Cronologia completa delle presenze e delle reti in nazionale ― Polonia | Cronologia completa delle presenze e delle reti in nazionale ― Polonia |
| Data                                                                   | Città                                                                  | In casa                                                                | Risultato                                                              | Ospiti                                                                 | Competizione                                                           | Reti                                                                   | Note                                                                   |
| ---------------------------------------------------------------------- | ---------------------------------------------------------------------- | ---------------------------------------------------------------------- | ---------------------------------------------------------------------- | ---------------------------------------------------------------------- | ---------------------------------------------------------------------- | ---------------------------------------------------------------------- | ---------------------------------------------------------------------- |
| 6-12-2006                                                              | Abu Dhabi                                                              | Emirati Arabi Uniti                                                    | 2 – 5                                                                  | Polonia                                                                | Amichevole                                                             | 2                                                                      | 64’                                                                    |
| 3-2-2007                                                               | Jerez de la Frontera                                                   | Polonia                                                                | 4 – 0                                                                  | Estonia                                                                | Amichevole                                                             | -                                                                      | 61’                                                                    |
| 7-2-2007                                                               | Jerez de la Frontera                                                   | Polonia                                                                | 2 – 2                                                                  | Slovacchia                                                             | Amichevole                                                             | -                                                                      | 71’                                                                    |
| 15-12-2007                                                             | Antalya                                                                | Bosnia ed Erzegovina                                                   | 0 – 1                                                                  | Polonia                                                                | Amichevole                                                             | -                                                                      | 69’                                                                    |
| Totale                                                                 |                                                                        | Presenze                                                               | 4                                                                      |                                                                        | Reti                                                                   | 2                                                                      |                                                                        |

## Palmarès
- Campionato polacco di seconda divisione: 1

Widzew Łódź: 2005-2006
- Coppa di Polonia: 1

Legia Varsavia: 2007-2008
- Supercoppa di Polonia: 1

Legia Varsavia: 2008-2009